# 石抹世昌
石抹世昌（1246年—1270年），字荣甫，蒙古帝国人物，出身契丹族。
石抹世昌出身于石抹氏，即辽朝时契丹萧姓。石抹世昌祖父石抹海住在蒙古攻打金朝時降服，以战功任奉国上将軍、彰德路总管兼行軍总帥府事，移住彰德。
石抹海住之子石抹珪为征南千户早逝，石抹世昌当时年仅七岁。石抹世昌容止端重，力能自学。九岁，主掌奥魯、十三岁襲千户，体躯如同成人。
1259年，跟随大军征南宋、渡長江。蒙哥大汗去世，次年，忽必烈改元中統。1262年（中統三年）从讨李璮，七十日不解甲，收复宿州、蘄州有功。1269年（至元六年）攻取南宋五河口，手刃四十餘人，在战船中搏斗，血流没脚踝，得二艘战舰。石抹世昌因伤，在至元七年正月十七日，在軍中去世，年二十五岁。
石抹世昌妻段氏是千户段高奴之女、十五岁嫁给石抹世昌。二十三岁守寡，当時他的儿子石抹恒七岁，石抹謙二岁，段氏在安陽建善村为夫建墓。段氏生活朴素，事奉婆婆尽孝，養育母亲去世的孫子石抹哈剌不花。1285年（至元二十二年）中書省表彰段氏孝節。1307年（大徳十一年）三月二十四日段氏六十岁去世，祔葬夫君征南墓。
石抹世昌长子石抹恒十三岁袭千户，跟随鎮南王脱欢遠征越南陳朝，因病而回，封武略将軍、飛騎尉、臨漳县男。次子抹謙通蒙古語，以河南省蒙古史升任承事郎河南省管勾、承发架閣庫、承務郎杭州路、仁和县尹，未任而卒。
石抹世昌之孫六人：石抹处義、石抹处礼、石抹处智、石抹处信、石抹处約。石抹恒長子石抹处義襲父職。石抹謙子石抹哈剌不花，汉名石抹处仁，起家宥府行人監修国史蒙古史，历任除从事郎益都路嶧州判官、河南省蒙古史，擢承務郎順德府内丘县尹。有惠政。孫女九人、曾孫六人、曾孫女五人。